# جنگل‌های مرطوب حاره‌ای پلی‌نزی غربی
جنگل‌های مرطوب حاره‌ای پلی‌نزی غربی (انگلیسی: Western Polynesian tropical moist forests) بوم‌ناحیه‌ای از نوع جنگل‌های پهن‌برگ مرطوب حاره‌ای و جنب‌حاره‌ای در پلی‌نزی است. این بوم‌ناحیه تووالو، جزایر فینیکس در کیریباتی، جزایر توکلائو و جزیره هاولند و جزیره بیکر که بخشی از ایالات متحده آمریکا هستند را در بر می‌گیرد.